# Monophlebus hoggarensis
Monophlebus hoggarensis är en insektsart som beskrevs av Albert Vayssière 1932. Monophlebus hoggarensis ingår i släktet Monophlebus och familjen pärlsköldlöss.
Artens utbredningsområde är Algeriet. Inga underarter finns listade i Catalogue of Life.